# Диджей

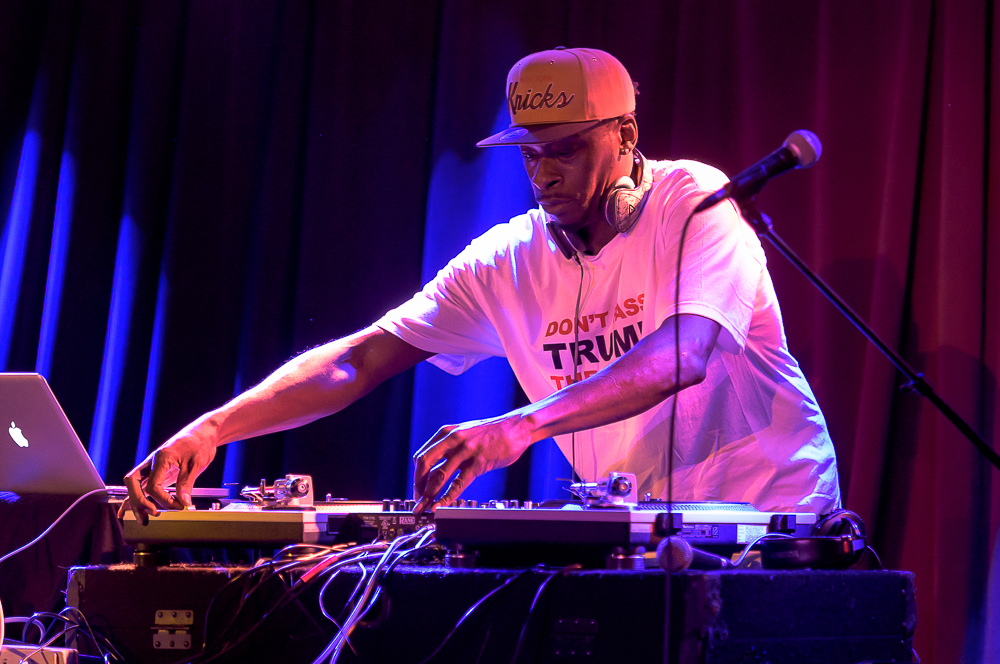
Диджей Пит Рок выступает в Rahzel and Friends — Brooklyn Bowl, 2016

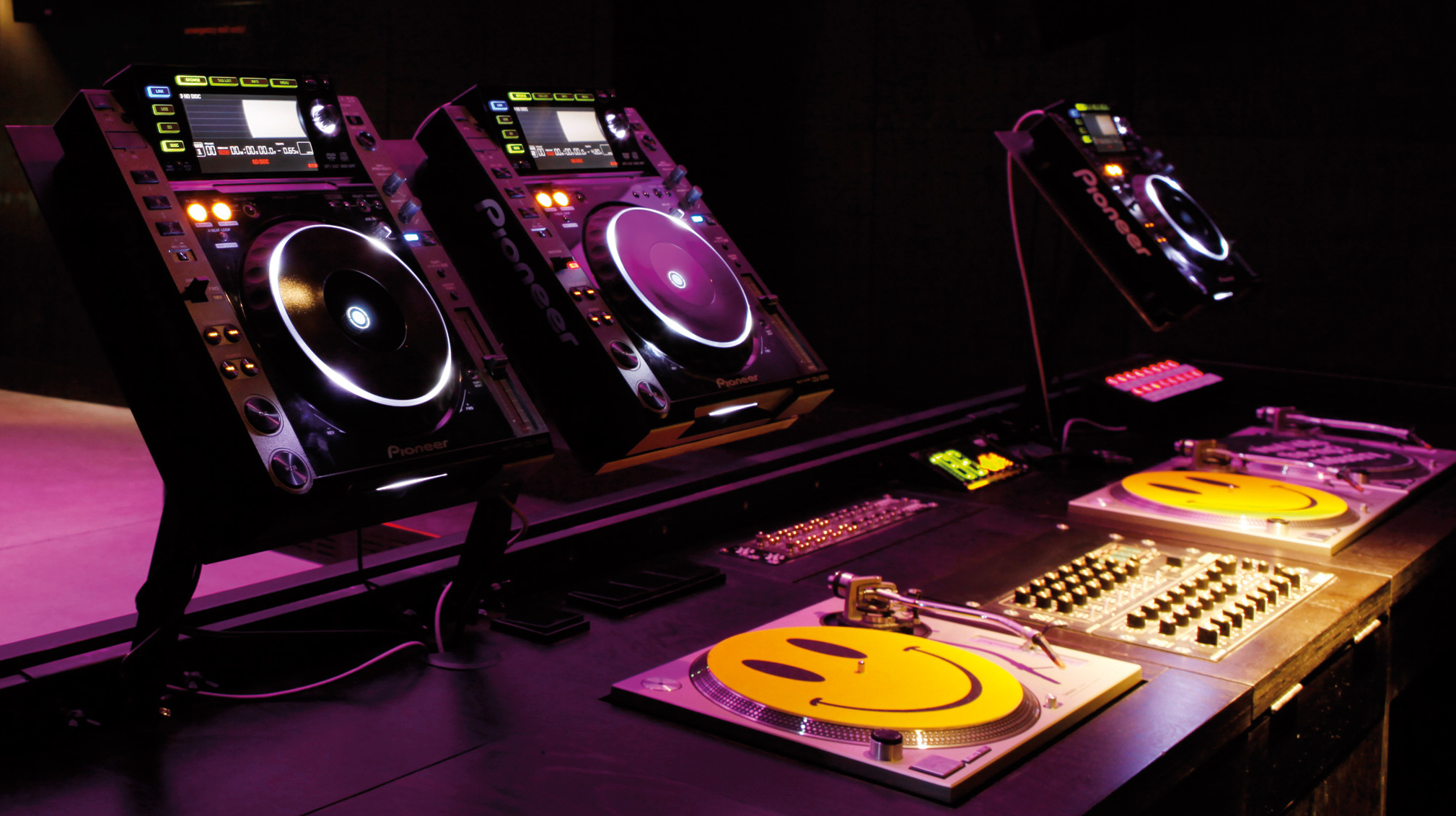
DJ-установка в ночном клубе, состоящая из трёх CDJ (сверху), трёх фонографов для грампластинок и DJ-микшера

Дидже́й (англ. DJ от disc jockey — диск-жокей) — человек, который воспроизводит записанную музыку для аудитории. Типами диджеев являются радио-диджеи (которые проводят программы на музыкальных радиостанциях), клубные диджеи (которые работают в ночных клубах или музыкальных фестивалях), мобильные диджеи (которые нанимаются для работы на общественных и частных мероприятиях, таких как свадьбы, вечеринки или фестивали) и тёрнтейблисты (которые используют проигрыватели, обычно фонографы, для манипулирования звуками на граммпластинках). Первоначально «диск» в «диск-жокей» относился к шеллаку, а затем к виниловым пластинкам, но в настоящее время DJ используется как всеобъемлющий термин для описания лиц, которые микшируют музыку с других носителей записи, таких как кассеты, компакт-диски или цифровые аудиофайлы на CDJ, контроллере или даже ноутбуке. Диджеи могут использовать название «DJ» перед своими настоящими именами, псевдонимами или сценическими именами.
Диджеи обычно используют аудиооборудование, которое может воспроизводить как минимум два источника записанной музыки одновременно. Это позволяет им смешивать композиции для создания переходов между записями и разработки уникальных миксов песен. Это может включать выравнивание ритмов музыкальных источников, чтобы их ритмы и темпы не конфликтовали при совместном воспроизведении и позволяли плавный переход от одной песни к другой. Диджеи часто используют специализированные DJ-микшеры, небольшие аудиомикшеры с функциями кроссфейдера и cue для смешивания или перехода от одной песни к другой. Микшеры также используются для предварительного прослушивания источников записанной музыки в наушниках и корректировки предстоящих комподциия для микширования с текущей музыкой. Программное обеспечение диджеев можно использовать с устройством DJ-контроллера для микширования аудиофайлов на компьютере вместо микшерного пульта. Диджеи также могут использовать микрофон для разговора с аудиторией; блоки эффектов, такие как ревербератор для создания звуковых эффектов и электронные музыкальные инструменты, такой как драм-машина и синтезаторы.
Известными диджеями являются Скриллекс, Давид Гетта, Портер Робинсон, deadmau5, Авичи, Кельвин Харрис, Мартин Гаррикс, Marshmello, Zedd, Эрик Придз, DJ Snake, R3hab, Тимми Трампет, Tiësto, Стив Аоки, Дипло, Ники Ромеро, Lost Frequencies и Daft Punk.

## Этимология
Термин «диск-жокей» был якобы придуман радиокомментатором сплетен Уолтером Уинчеллом в 1935 году для описания радиоработы Мартина Блока. Фраза впервые появилась в печати в 1941 году в журнале Variety. Первоначально слово «диск» в «диск-жокее» относилось к грампластинкам и использовалось для описания радиоведущих, которые представляли их в эфире.

## Роль
«DJ» используется как всеобъемлющий термин для описания того, кто микширует записанную музыку из любого источника, включая виниловые пластинки, кассеты, компакт-диски или цифровые аудиофайлы. Диджеи обычно выступают перед живой аудиторией в ночном клубе или танцевальном клубе или на телевидении, радио, или в аудитории онлайн-радио. Диджеи также создают миксы, ремиксы и композиции, которые записываются для последующей продажи и распространения. В хип-хоп музыке диджеи могут создавать ритмы, используя перкуссию брейка, басовые линии и другой музыкальный контент, семплируемый из ранее существовавших записей. В хип-хопе рэперы и MC используют эти ритмы для рэпа. Некоторые диджеи принимают титул «DJ» как часть своих имен (например, DJ Jazzy Jeff, DJ Qbert, DJ Shadow и DJ Yoda). Профессиональные диджеи часто специализируются на определённом жанре музыки, таком как техно, хаус или хип-хоп. Диджеи, как правило, имеют обширные знания о музыке, на которой они специализируются. Многие диджеи являются заядлыми коллекционерами винтажных, редких или малоизвестных композиций и записей.

## Типы

### Клубные диджеи

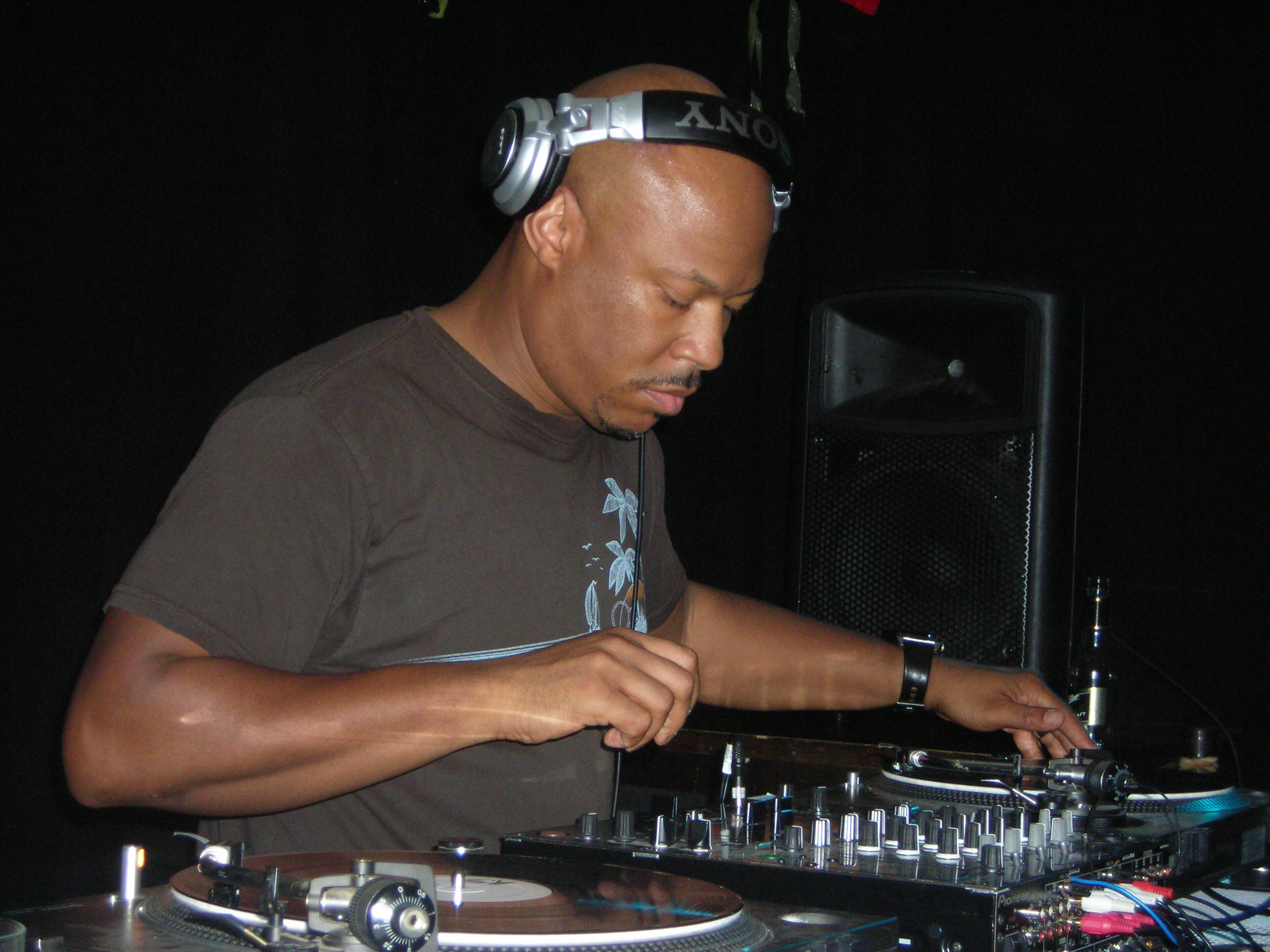
Клубный диджей Роберт Худ, Дублин, Ирландия 2009

Клубные диджеи, обычно называемые диджеями в целом, воспроизводят музыку на музыкальных мероприятиях, таких как вечеринки на музыкальных площадках или в барах, клубах, музыкальных фестивалях, корпоративных и частных мероприятиях. Как правило, клубные диджеи микшируют музыкальные записи из двух или более источников, используя различные методы микширования для создания непрерывного потока музыки. Смешивание началось с хип-хопа в 1970-х годах и впоследствии распространилось на другие жанры, особенно (но не исключительно) танцевальной музыки.
Одним из ключевых методов, используемых для плавного перехода от одной песни к другой, является битмэтчинг. Диджей, который в основном играет и микширует один конкретный музыкальный жанр, часто получает название этого жанра; например, диджей, который играет хип-хоп музыку, называется хип-хоп диджеем, диджеем, который играет хаус-музыку, является хаус-диджеем, диджеем, который играет техно, называется техно-диджеем и так далее.
Качество выступления диджея (часто называемого DJ mix или DJ set) состоит из двух основных особенностей: технические навыки, или то, как хорошо диджей может управлять оборудованием и производить плавные переходы между двумя или более записями и плейлистом; и способность диджея выбирать наиболее подходящие записи, также известные как «чтение толпы».

### Хип-хоп диджеи
DJ Kool Herc, Grandmaster Flash и Afrika Bambaataa были участниками блок-партии в Южном Бронксе с 1973 года. Kool Herc воспроизводил записи, такие как «Give It Up or Turnit a Loose», «It’s Just Begn», «Melting Pot», «Bongo Rock», «Apache» и «The Mexican». Вечеринки Herc имели готовую аудиторию.
DJ Kool Herc разработал стиль, который был планом для хип-хоп музыки. Herc использовал запись, чтобы сосредоточиться на короткой, сильно ударной части: «брейк». Поскольку эта часть записи была той, которая больше всего нравилась танцорам, Herc продлил брейк, переключаясь между двумя проигрывателями. Когда одна запись достигла брейка, Herc вернул вторую запись в начало брейка, что позволило ему расширить относительно короткую часть музыки в «пятиминутную петлю ярости». Эта инновация имела свои корни в том, что Herc назвал «The Merry-Go-Round», технике, с помощью которой диджей переключался с брейка на брейк в разгар вечеринки. Эта техника специально называется «The Merry-Go-Round», потому что, по словам Herc, она берёт «вперёд и обратно без слабины».

### Радио-диджеи
Радио-диджеи или радиоведущие представляют и воспроизводят музыкальные передачи на AM, ЧМ, цифровых или интернет-радио станциях.
Примеры:
- Tiesto - Dance
- DJ BIJAL - Open Format
- Diplo - Dance
- DJ Premier - HipHop

### Дэнсхолл/регги-диджеи
В ямайской музыке диджей — регги или дэнсхолл музыкант, который поёт и делает «тосты» (декламирует поэзию) под инструментальную риддим. Диджеев не путать с диджеями из других музыкальных жанров, таких как хип-хоп, где они выбирают и воспроизводят музыку. Диджеи дэнсхолл/регги, которые выбирают риддим, называются селекторами. Диджеев, чей стиль ближе к пению, иногда называют сингджей.
Термин диджей возник в 1960-х и 1970-х годах, когда такие исполнители, как U-Roy и King Stitt произносли тост за инструментальные (даб) версии популярных записей. Эти версии часто выпускались на оборотной стороне по сравнению с записью песни 45. Это дало диджеям возможность создавать тексты песен к музыке на лету. Big Youth и I-Roy были известными диджеями на Ямайке.

### Тёрнтейблисты
Тёрнтейблисты, также называемые Battle DJ, используют фонографы и DJ-микшеры для манипулирования записанными звуками для создания новой музыки. По сути, они используют диджейское оборудование в качестве музыкального инструмента. Возможно, самая известная техника поворота — это скретч. Тёрнтейблисты часто участвуют в конкурсах диджеев, таких как DMC World DJ Championships и Red Bull 3Style.

### Резиденты
Резидентный диджей выступает на месте на регулярной или постоянной основе. Они будут регулярно выступать (как правило, в соответствии с соглашением) в определённой дискотеке, в определённом клубе, на определённом мероприятии или на определённой вещательной станции. Резиденты оказывают решающее влияние на клуб или серию мероприятий. По соглашению с руководством или компанией, диджей должен будет выступать в согласованное время и даты. Как правило, диджеи выступают в качестве резидентов два или три раза в неделю, например, в пятницу и субботу. Диджеи, которые получают стабильный доход от места проведения, также считаются диджеями-резидентами.
Примеры:
- Альфредо Фиорито, Ричи Хоутин, Свен Фэр – Amnesia, Ивиса, Испания
- Мартин Гаррикс – Hï Ibiza, Ивиса, Испания
- Ларри Леван – Paradise Garage, Нью-Йорк, США
- Дэвид Манкузо – The Loft, Нью-Йорк
- Tiësto, Deadmau5, Кельвин Харрис – Hakkasan, Лас-Вегас, США
- Kaskade – Encore Beach Club, Лас-Вегас, США
- Бен Клок, Марсель Деттманн, Тама Сумо – Berghain, Берлин, Германия
- Fish Go Deep – Корк, Ирландия
- Tale of Us – Hï Ibiza, Ивиса, Испания
- Claptone – Pacha, Ивиса, Испания

### Другие типы
- Диджеи в спальне – непрофессиональный диджей, который смешивает музыку в своей комнате в качестве хобби, а не на радио или в музыкальном заведении, таком как бар или ночной клуб. Диджеи в спальне обычно мотивированы желанием отточить свои навыки и повеселиться с друзьями. Многие профессиональные диджеи начинают как диджеи в спальне, но не все диджеи в спальне хотят стать профессионалами. Большинство диджеев в спальнях, как правило, имеют небольшие установки базового оборудования. Они могут учиться быть диджеем на ноутбуке или иметь контроллер[28].
- Мобильные диджеи – диджеи с собственными портативными аудиосистемами, которые специализируются на выступлениях на собраниях, таких как блок-вечеринки, уличные ярмарки, таверны, свадьбы, дни рождения, школьные и корпоративные мероприятия. Мобильные диджеи также могут предлагать осветительные пакеты и видеосистемы[29].
- DJanes – термин, описывающий женщин-диджеев, используемый в таких странах, как Германия, которые используют род в своих языках[30].
- Диджеи-знаменитости – широко известные знаменитости, выступающие в качестве диджеев[31].

## Техники

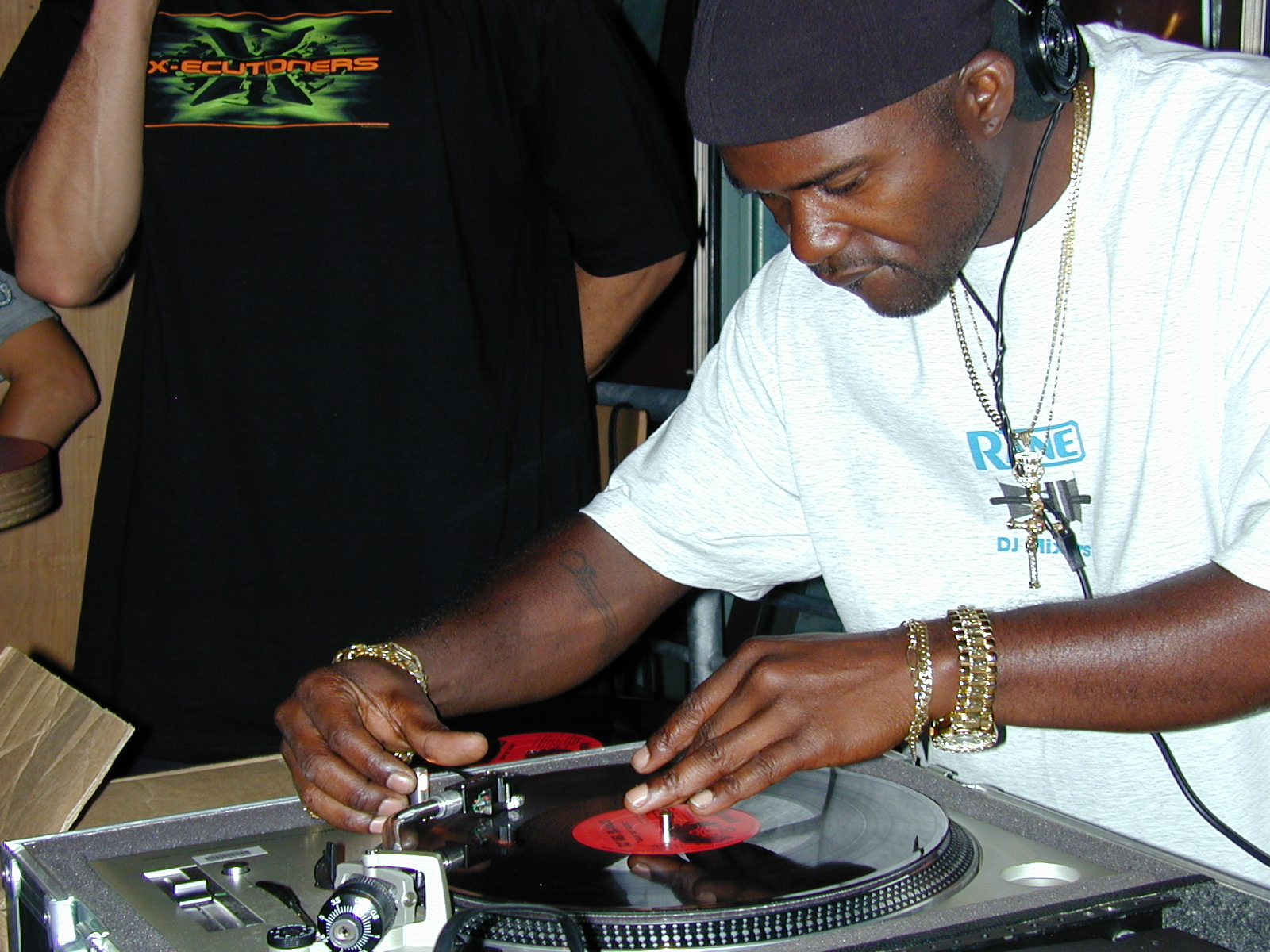
В начале 1970-х годов в Южном Бронксе Grand Wizzard Theodore изобрел технику «DJ scratch», здесь он делает своё знаменитое «падение иглы» в Experience Music Project в Сиэтле 2002

Несколько техник используются диджеями для лучшего сведения и смешивания записанной музыки. Этими методами в основном являются кнопка метки, выравнивание и сведение двух или более источников звука. Сложность и частота специальных методов во многом зависят от обстановки, в которой работает диджей. Радио-диджеи с меньшей вероятностью сосредотачиваются на передовых процедурах сведения музыки, чем клубные диджеи, которые полагаются на плавный переход между песнями, используя ряд методов. Тем не менее, некоторые радио-диджеи являются опытными клубными диджеями, поэтому они используют те же сложные методы сведения.
Техниками клубных диджеев являются битмэтчинг, фразировка и слип-кьюинг для сохранения энергии на танцполе. Тёрнтейблизм воплощает в себе искусство резки, битовое жонглирование, скретч, падение иглы, сдвиг фазы, обратное вращение и многое другое, чтобы выполнять переходы и наложения семплов более творческим образом (хотя тёрнтейблизм часто рассматривается как использование фонограф в качестве музыкального инструмента, а не как инструмент для смешивания записанной музыки). Профессиональные диджеи могут использовать гармоническое сведение для выбора песен в совместимых музыкальных ключах. Другими методами являются чоппинг, свинчинг и лупинг.
Последние достижения в области технологий как в области DJ-оборудования, так и в области программного обеспечения могут обеспечить помощь или автоматическое завершение некоторых традиционных диджейских техник и навыков. Примерами являются фразировка и битмэтчинг, которые могут быть частично или полностью автоматизированы с помощью DJ-программного обеспечения, которое выполняет автоматическую синхронизацию звукозаписей. Большинство DJ-микшеров включают в себя счётчик ритмов, который анализирует темп входящего источника звука и отображает его темп в ударах в минуту, что может помочь с аналоговыми источниками звука.
В прошлом быть диджеем в основном было самоучкой, но со сложностями новых технологий и сближением с методами производства музыки растёт число школ и организаций, которые предлагают обучение технике.

### Миминг
В культуре диджеев миминг относится к практике пантомирования диджеем действий микширования сета на сцене, а предварительно записанный микс воспроизводится над звуковой системой. Миминг считается спорным в культуре диджеев. Некоторые в сообществе диджеев говорят, что миминг всё чаще используется в качестве техники диджеями-знаменитостями, которым может не хватать навыков микширования, но они могут привлечь большие толпы на место.
Во время диджейского тура A Cross the Universe французской группы Justice в ноябре 2008 года возникли споры, когда появилась фотография диджеинга Augé с отключенным Akai MPD24. Фотография вызвала обвинения в том, что декорации Justice были поддельными. С тех пор Augé заявил, что оборудование было отключено очень ненадолго, и группа разместила набор из трёх фотографий инцидента на своей странице в MySpace. После концерта Disclosure в 2013 году дуэт подвергся критике за то, что он имитировал микширование для воспроизведения предварительно записанной композиции. Гай Лоуренс из Disclosure сказал, что они намеренно не намерены вводить свою аудиторию в заблуждение, и сослался на миминг других диджеев, таких как Давид Гетта.